# 小倉記念
小倉記念（こくらきねん）は、日本中央競馬会 (JRA) が小倉競馬場で施行する中央競馬の重賞競走（GIII）である。競馬番組表での名称は「農林水産省賞典 小倉記念（のうりんすいさんしょうしょうてん こくらきねん）」と表記している。
正賞は農林水産大臣賞。

## 概要
1965年に、4歳（現3歳）以上の馬による重賞競走として小倉競馬場の芝2000mで創設。小倉競馬場で施行される重賞競走では、最も歴史が古い。
外国産馬は1995年から2003年、および2005年以降に出走可能となった。また地方競馬所属馬は1996年から、外国馬は2009年から出走可能になった。負担重量も1995年から1999年まで別定で行われたほかは、ハンデキャップが定着している。
2006年からは夏競馬を盛り上げるため設けられた「サマー2000シリーズ」の第3戦に組み込まれた。本競走の優勝馬からは、2006年のスウィフトカレントと2011年のイタリアンレッド、2017年のタツゴウゲキがシリーズチャンピオンに輝いている。

### 競走条件
以下の内容は、2024年現在のもの。
出走資格：サラ系3歳以上、2023年8月12日以降2024年8月4日まで1回以上出走馬、未出走馬および未勝利馬を除く
- JRA所属馬（外国産馬含む）
- 地方競馬所属馬（認定馬のみ、2頭まで）
- 外国馬（優先出走）

負担重量：ハンデキャップ

### 賞金
2024年の1着賞金は4300万円で、以下2着1700万円、3着1100万円、4着650万円、5着430万円。

## 歴史
- 1965年 - 4歳以上の馬による重賞競走として創設、小倉競馬場の芝2000mで施行[3]。
- 1966年 - 名称を「農林省賞典 小倉記念」に変更[7]。
- 1978年 - 名称を「農林水産省賞典 小倉記念」に変更[7]。
- 1984年 - グレード制施行によりGIII[注 1]に格付け[7]。
- 1995年 - 混合競走に指定、外国産馬が出走可能になる[7]。
- 1996年 - 特別指定交流競走に指定され、地方所属馬が2頭まで出走可能となる[7]。
- 2000年 - 負担重量をハンデキャップに戻す[7]。
- 2001年 - 馬齢表示の国際基準への変更に伴い、出走条件を「3歳以上」に変更[7]。
- 2004年
  - 混合競走から除外。
  - 「日本中央競馬会創立50周年記念」の副称を付けて施行[3][8]。
- 2005年 - 混合競走に再び指定[9]。
- 2006年 - サマー2000シリーズの対象競走に指定[3]。
- 2007年 - 日本のパートI国昇格に伴い、格付表記をJpnIIIに変更[10]。
- 2009年
  - 国際競走に変更され、外国調教馬が9頭まで出走可能となる[11]。
  - 格付表記をGIII（国際格付）に変更[11]。
- 2011年 - 「小倉競馬場開設80周年記念」の副称を付けて施行[12]。
- 2012年 - 「近代競馬150周年記念」の副称を付けて施行[13]。
- 2014年 - 「JRA60周年記念」の副称を付けて施行[14]。
- 2019年 - 「ディープインパクト追悼競走」の副称を付けて施行[15]。
- 2020年 - 新型コロナウイルスの感染拡大防止のため、「無観客競馬」として実施[16]。
- 2021年 - 「小倉競馬場開設90周年記念」の副称を付けて施行[17]。
- 2024年 - 阪神競馬場のスタンドリフレッシュ工事に伴う開催日割の変更のため中京競馬場で施行[18]。
- 2025年 - 施行時期を7月中旬に変更。

### 歴代優勝馬
優勝馬の馬齢は、2000年以前も現行表記に揃えている。
コース種別を記載していない距離は、芝コースを表す。
| 回数   | 施行日         | 競馬場 | 距離  | 優勝馬             | 性齢 | タイム | 優勝騎手   | 管理調教師 | 馬主                           |
| ------ | -------------- | ------ | ----- | ------------------ | ---- | ------ | ---------- | ---------- | ------------------------------ |
| 第1回  | 1965年8月29日  | 小倉   | 2000m | ヒロタカクマ       | 牝4  | 2:05.3 | 松田康弘   | 田之上勲   | 前畑邦夫                       |
| 第2回  | 1966年7月31日  | 小倉   | 2000m | ワカクモ           | 牝3  | 2:05.8 | 杉村一馬   | 杉村政春   | 吉田一太郎                     |
| 第3回  | 1967年9月10日  | 小倉   | 2000m | タフネス           | 牡3  | 2:03.1 | 須貝彦三   | 日迫清     | 北前米子                       |
| 第4回  | 1968年8月25日  | 小倉   | 2000m | ペロバツク         | 牝3  | 2:02.6 | 田島良保   | 谷八郎     | 有馬静雄                       |
| 第5回  | 1969年12月28日 | 小倉   | 2000m | アトラス           | 牡5  | 2:05.2 | 武邦彦     | 武田作十郎 | 松岡重雄                       |
| 第6回  | 1970年8月23日  | 小倉   | 2000m | オープンツバメ     | 牝3  | 2:03.7 | 藤岡範士   | 田之上勲   | （株）オープン                 |
| 第7回  | 1971年9月5日   | 小倉   | 2000m | カーチス           | 牡4  | 2:04.7 | 四位満教   | 柳田次男   | 野中竹次郎                     |
| 第8回  | 1972年9月10日  | 小倉   | 2000m | ワイエムチャイナ   | 牡3  | 2:03.2 | 久保一秋   | 吉永猛     | ワイエム観光（株）             |
| 第9回  | 1973年9月2日   | 小倉   | 2000m | マツカオリ         | 牝5  | 2:03.8 | 須貝四郎   | 橋田俊三   | 松井新一                       |
| 第10回 | 1974年8月25日  | 小倉   | 2000m | ホウシュウミサイル | 牡3  | 2:01.7 | 武田悟     | 夏村辰男   | 上田清次郎                     |
| 第11回 | 1975年8月31日  | 小倉   | 2000m | ロッコーイチ       | 牡5  | 2:02.1 | 武邦彦     | 服部正利   | 水上力夫                       |
| 第12回 | 1976年8月29日  | 小倉   | 2000m | ミヤジマレンゴ     | 牡3  | 2:02.7 | 武田悟     | 夏村辰男   | 曽我薫                         |
| 第13回 | 1977年8月28日  | 小倉   | 2000m | ベル               | 牡4  | 2:02.4 | 楠孝志     | 橋田俊三   | 増田佳成                       |
| 第14回 | 1978年8月27日  | 小倉   | 2000m | ショウフウグリーン | 牡3  | 2:01.1 | 山内研二   | 田中良平   | 松本市三郎                     |
| 第15回 | 1979年8月26日  | 小倉   | 2000m | リネンジョオー     | 牝5  | 2:03.0 | 武邦彦     | 戌亥信義   | 戸山光男                       |
| 第16回 | 1980年8月24日  | 小倉   | 2000m | スズカシンプウ     | 牡5  | 2:07.9 | 松田博資   | 白井寿昭   | 永井永一                       |
| 第17回 | 1981年8月23日  | 小倉   | 2000m | ラフオンテース     | 牝4  | 2:01.2 | 岩元市三   | 布施正     | 小柴タマヲ                     |
| 第18回 | 1982年8月29日  | 京都   | 2000m | ロングワーズ       | 牡5  | 1:59.8 | 飯田明弘   | 小林稔     | 中井長一                       |
| 第19回 | 1983年8月28日  | 小倉   | 2000m | スナークアロー     | 牡4  | 2:02.1 | 西浦勝一   | 柳田次男   | 杉本仙次郎                     |
| 第20回 | 1984年8月26日  | 小倉   | 2000m | オーゴンタケル     | 牡6  | 2:04.1 | 樋口弘     | 柳田次男   | （株）小倉ホース               |
| 第21回 | 1985年8月25日  | 小倉   | 2000m | シャダイチャッター | 牝5  | 2:01.4 | 岩元市三   | 布施正     | 吉田善哉                       |
| 第22回 | 1986年8月24日  | 小倉   | 2000m | ヤクモデザイヤー   | 牡4  | 2:01.7 | 佐野清広   | 田所稔     | （有）山崎牧場                 |
| 第23回 | 1987年8月30日  | 小倉   | 2000m | ゴルデンビューチ   | 牡6  | 2:01.3 | 加用正     | 瀬戸口勉   | 小野森洋                       |
| 第24回 | 1988年8月28日  | 小倉   | 2000m | プレジデントシチー | 牡5  | 2:02.1 | 岩元市三   | 中尾謙太郎 | （株）友駿ホースクラブ         |
| 第25回 | 1989年8月27日  | 小倉   | 2000m | ダンツミラクル     | 牝4  | 2.02.8 | 田島信行   | 梶与三男   | 山元哲二                       |
| 第26回 | 1990年8月26日  | 小倉   | 2000m | スノージェット     | 牡4  | 2:01.2 | 安田隆行   | 梅内忍     | 松木俊隆                       |
| 第27回 | 1991年8月25日  | 小倉   | 2000m | ナイスネイチャ     | 牡3  | 2:02.7 | 松永昌博   | 松永善晴   | 豊嶌正雄                       |
| 第28回 | 1992年8月30日  | 小倉   | 2000m | イクノディクタス   | 牝5  | 2:01.0 | 村本善之   | 福島信晴   | 勝野憲明                       |
| 第29回 | 1993年8月29日  | 小倉   | 2000m | マルブツサンキスト | 牡6  | 2:00.5 | 河内洋     | 白井寿昭   | 大沢毅                         |
| 第30回 | 1994年8月14日  | 小倉   | 2000m | ホクセイアンバー   | 牡5  | 2:01.8 | 小原義之   | 小原伊佐美 | （有）ビッグ                   |
| 第31回 | 1995年8月13日  | 小倉   | 2000m | スプリングバンブー | 牝5  | 2:00.2 | 岸滋彦     | 田島良保   | （有）バンブー牧場             |
| 第32回 | 1996年8月11日  | 小倉   | 2000m | ヒシナタリー       | 牝3  | 2:00.7 | 角田晃一   | 佐山優     | 阿部雅一郎                     |
| 第33回 | 1997年8月10日  | 小倉   | 2000m | ゲイリーイーグル   | 牡4  | 2:00.6 | 河内洋     | 増本豊     | 芳賀満男                       |
| 第34回 | 1998年8月16日  | 京都   | 1800m | テイエムオオアラシ | 牡5  | 1:46.0 | 福永祐一   | 二分久男   | 竹園正繼                       |
| 第35回 | 1999年8月15日  | 小倉   | 2000m | アンブラスモア     | 牡5  | 1:58.5 | 須貝尚介   | 須貝彦三   | （株）萩本企画                 |
| 第36回 | 2000年8月13日  | 小倉   | 2000m | ミッキーダンス     | 牡4  | 1:59.7 | 佐藤哲三   | 服部利之   | 三木久史                       |
| 第37回 | 2001年8月12日  | 小倉   | 2000m | ロサード           | 牡5  | 2:00.2 | 小牧太     | 橋口弘次郎 | （有）社台レースホース         |
| 第38回 | 2002年8月11日  | 小倉   | 2000m | アラタマインディ   | 牡5  | 1:59.7 | 飯田祐史   | 新川恵     | 荒木みち                       |
| 第39回 | 2003年8月17日  | 小倉   | 2000m | ロサード           | 牡7  | 2:00.7 | 武幸四郎   | 橋口弘次郎 | （有）社台レースホース         |
| 第40回 | 2004年8月15日  | 小倉   | 2000m | メイショウカイドウ | 牡5  | 1:58.5 | 武豊       | 坂口正大   | 松本好雄                       |
| 第41回 | 2005年8月14日  | 小倉   | 2000m | メイショウカイドウ | 牡6  | 1:58.0 | 武豊       | 坂口正大   | 松本好雄                       |
| 第42回 | 2006年7月30日  | 小倉   | 2000m | スウィフトカレント | 牡5  | 1:57.8 | 福永祐一   | 森秀行     | （有）社台レースホース         |
| 第43回 | 2007年7月29日  | 小倉   | 2000m | サンレイジャスパー | 牝5  | 1:58.7 | 佐藤哲三   | 高橋成忠   | 永井啓弍                       |
| 第44回 | 2008年8月3日   | 小倉   | 2000m | ドリームジャーニー | 牡4  | 1:57.9 | 池添謙一   | 池江泰寿   | （有）サンデーレーシング       |
| 第45回 | 2009年8月2日   | 小倉   | 2000m | ダンスアジョイ     | 牡8  | 1:58.3 | 角田晃一   | 松永幹夫   | 加藤泰章                       |
| 第46回 | 2010年8月1日   | 小倉   | 2000m | ニホンピロレガーロ | 牡7  | 1:57.9 | 酒井学     | 服部利之   | 小林百太郎                     |
| 第47回 | 2011年7月31日  | 小倉   | 2000m | イタリアンレッド   | 牝5  | 1:57.3 | 浜中俊     | 石坂正     | （株）東京ホースレーシング     |
| 第48回 | 2012年8月5日   | 小倉   | 2000m | エクスペディション | 牡5  | 1:57.3 | 浜中俊     | 石坂正     | （有）社台レースホース         |
| 第49回 | 2013年8月4日   | 小倉   | 2000m | メイショウナルト   | 騸5  | 1:57.1 | 武豊       | 武田博     | 松本好雄                       |
| 第50回 | 2014年8月10日  | 小倉   | 2000m | サトノノブレス     | 牡4  | 1:59.8 | 和田竜二   | 池江泰寿   | 里見治                         |
| 第51回 | 2015年8月9日   | 小倉   | 2000m | アズマシャトル     | 牡4  | 1:58.0 | 松若風馬   | 加用正     | 東哲次                         |
| 第52回 | 2016年8月7日   | 小倉   | 2000m | クランモンタナ     | 牡7  | 2:00.0 | 和田竜二   | 音無秀孝   | （有）社台レースホース         |
| 第53回 | 2017年8月6日   | 小倉   | 2000m | タツゴウゲキ       | 牡5  | 1:57.6 | 秋山真一郎 | 鮫島一歩   | 鈴木高幸                       |
| 第54回 | 2018年8月5日   | 小倉   | 2000m | トリオンフ         | 騸4  | 1:56.9 | 武豊       | 須貝尚介   | （株）KTレーシング             |
| 第55回 | 2019年8月4日   | 小倉   | 2000m | メールドグラース   | 牡4  | 1:58.8 | 川田将雅   | 清水久詞   | （有）キャロットファーム       |
| 第56回 | 2020年8月16日  | 小倉   | 2000m | アールスター       | 牡5  | 1:57.5 | 長岡禎仁   | 杉山晴紀   | KRジャパン                     |
| 第57回 | 2021年8月15日  | 小倉   | 2000m | モズナガレボシ     | 牡4  | 1:59.7 | 松山弘平   | 荒川義之   | （株）キャピタル・システム     |
| 第58回 | 2022年8月14日  | 小倉   | 2000m | マリアエレーナ     | 牝4  | 1:57.4 | 松山弘平   | 吉田直弘   | 金子真人ホールディングス（株） |
| 第59回 | 2023年8月13日  | 小倉   | 2000m | エヒト             | 牡6  | 1:57.8 | 川田将雅   | 森秀行     | 平井裕                         |
| 第60回 | 2024年8月11日  | 中京   | 2000m | リフレーミング     | 牡6  | 1:56.5 | 川田将雅   | 鮫島一歩   | 栗山学                         |
| 第61回 | 2025年7月20日  | 小倉   | 2000m | イングランドアイズ | 牝5  | 1:59.9 | 松若風馬   | 安田翔伍   | 原禮子                         |